# Lamboi FC
Der Lamboi Football Club ist ein Fußballverein aus Lungi im westafrikanischen Sierra Leone. Der Verein spielt aktuell in der ersten Liga, der Sierra Leone Premier League.

## Stadion
Der Verein trägt seine Heimspiele im Lungi Central Playing Field in Lungi aus. Das Stadion hat ein Fassungsvermögen von 1000 Personen.